# Cantó de Chavanges
El cantó de Chavanges és un antic cantó francès del departament de l'Aube, situat al districte de Bar-sur-Aube. Té 16 municipis i el cap és Chavanges. Va desaparèixer el 2015.

## Municipis
- Arrembécourt
- Aulnay
- Bailly-le-Franc
- Balignicourt
- Braux
- Chalette-sur-Voire
- Chavanges
- Donnement
- Jasseines
- Joncreuil
- Lentilles
- Magnicourt
- Montmorency-Beaufort
- Pars-lès-Chavanges
- Saint-Léger-sous-Margerie
- Villeret

## Història
| Data d'elecció                           | Identitat       | Partit                     | Qualitat |
| ---------------------------------------- | --------------- | -------------------------- | -------- |
| 1945-1948                                | Alphonse Guerry | SFIO                       |          |
| 1948-1964                                | Paul Renou      | RPR                        |          |
| 1964-1994                                | Pierre Maitrot  | divers droite, després UDF |          |
| 1994-2001                                | Bernard Hecquet | RPR                        |          |
| 2001-2015                                | Joëlle Pesme    | Divers droite              |          |
| les dades anteriors no són pas conegudes |                 |                            |          |
|                                          |                 |                            |          |

## Demografia
| A partir de 1990: Població sense dobles comptes |